# Ярослав — Силезія — Щецин
Ярослав — Силезія — Щецин — один з двох головних газотранспортних коридорів, створених в Польщі у 1960—1970-х роках для транспортування природного газу в межах країни, котрий прямує через її південні та західні райони.
У 1930-х роках почалась газифікація південних та центральних районів Польщі на основі ресурсів блакитного палива, виявлених у Підкарпатському воєводстві в районі Коросно (трубопровід Розтокі — Тарнув — Краків — Освенцим, Центральний газопровід). Втім, вже за кілька десятиліть по тому задоволення зростаючого попиту на газ перебрали на себе імпортні поставки з СРСР та розробка родовищ у прикордонному районі Перемишль — Ярослав. Як наслідок, в Ярославі виник газотранспортний хаб, звідки розходились два коридори — на північний захід до Варшави та на захід у напрямку Сілезії.
Першим прокладеним у західному коридорі трубопроводом став споруджений в 1958—1960 роках Любачів — Ярослав — Тарнів. Він починався за три десятки кілометрів на північний схід від Ярослава на родовищі Любачів та мав довжину у 169 км при діаметрі 400 мм та робочому тиску 6,3 МПа (наразі останній показник зазначається як 4,2 МПа).
Любачів мало доволі невеликі запаси (біля 2,5 млрд м3), проте вже у 1963-му до Ярослава підвели трубопровід діаметром 600 мм від прикордонних Германовіц. Це дозволило в 1964-му запустити другу нитку у напрямку Верхньої Силезії, яка мала діаметр 700 мм та наразі працює під тиском 5,1 МПа.
У 1970-х трубопровід продовжили із району Катовиць на північний захід — в 1974-му та 1979-му тут проклали дві нитки діаметром по 500 мм з робочим тиском 5,4 МПа, котрі досягнули району Одолянув (шість десятків кілометрів на північний схід від Вроцлава).
Від Одолянува трасу завернули на північ та в 1979—1981 роках проклали між ним та районом Щецина (хімічний комплекс у Полице) нитку діаметром 500 мм.
Додатковий ресурс для поставок забезпечували виведений до Ярослава у 1968-му трубопровід діаметром 600 мм від родовища Перемишль (найбільше в історії газової промисловості Польщі із запасами 74 млрд м3) та запущені в 1973 і 1976 роках дві нитки від Германовиць діаметрами 500 мм і 700 мм відповідно (втім, газотранспортний коридор від Ярослава у напрямку Варшави теж розширювався і забирав собі частину нових поставок).
Для збільшення пропускної здатності в 1969-му у Ярославі ввели в дію компресорну станцію. В 2011-му на заміну їй запустили станцію Ярослав II, здатну перекачувати 300 тис. м3 на годину.
У 1996 та 2001 роках в районі Одолянува трасу з'єднали двома нитками із підземним сховищем газу Вежховіце.
У 1990-х трасу коридора на ділянці між Силезією та Щецином перетнув магістральний газопровід Ямал — Європа. Він залучений переважно до транспортування російського ресурсу до Німеччини, проте може видавати блакитне паливо через точку виходу Львувек.
В 2015-му на балтійському узбережжі запрацював термінал ЗПГ Свіноуйсьце, тому напрямок руху блакитного палива у північній частині коридору змінився. При цьому ділянку Щецин – Львувек підсилили ниткою діаметром 700 мм та довжиною 188 км.
Крім того, у 2010-х за допомогою газопроводу Густожин – Одолянув створили з'єднання силезької ділянки південно-західного газотранспортного коридора із центральною Польщею.
Із розташованих по трасі коридора Ярослав — Силезія споживачів природного газу можливо згадати заводи азотної хімії в Тарнові (разом із ТЕЦ Тарнув-Мосьциці), Кендзежин-Козьле (із ТЕЦ Кезенджин) та Полице, металургійний комбінат і його ТЕЦ у Кракові, введений в 2003-му парогазовий блок на ТЕЦ Ряшів.
У 2010-х по трасі коридора почалось спорудження нових газопроводів, які в підсумку повинні утворити систему Щецин — Страхотина. Незважаючи на схожий маршрут, остання створюється в межах концепції поставок природного газу у протилежному напрямку, з Норвегії через Baltic Pipe та від терміналу ЗПГ Свіноусьце. При цьому вже у 2010-х припинилась подача газу з Германовиць до коридора Ярослав — Силезія (більш за те, ділянку Ярослав — Германовиці реверсували для поставок блакитного палива до України). Наразі коридор може живитись за рахунок терміналу в Свиноуйсьце, поставок з Ямал — Європа через Львувек та Густожин, інтерконекторів з Німеччиною та Чехією, а також реверсування поставок по східній ділянці другого згаданого на початку газотранспортного коридора Ярослав — Варшава.